# Бюргель
Бюргель (нім. Bürgel) — місто в Німеччині, розташоване в землі Тюрингія. Входить до складу району Заале-Гольцланд.
Площа — 27 км2. Населення становить 3033 ос. (станом на 31 грудня 2021).